# Billete de quinientas coronas danesas
El billete de 500 coronas danesas es el segundo billete de mayor denominación de Dinamarca. Mide 155 x 72 mm.

## Características
El billete se comenzó a emitir el 15 de febrero de 2011. Los colores utilizados en este son el gris y el azul. El billete ofrece en el anverso una imagen del Puente Reina Alejandrina, de 746 metros de longitud, que fue inaugurado en 1943, que cruza el Ulvsund, el estrecho entre las islas de Selandia y Møn, conectándolas entre sí,
y el cubo de bronce, procedente de Keldby en la isla de Møn, del período que data aproximadamente del siglo IV o III a. C. en el reverso.  
Entre las medidas de seguridad de los billetes están un hilo de seguridad, un patrón ondulante, un sotisficado holograma que refleja la luz en diferentes colores, una marca de agua y un hilo de seguridad oculto.